# Ілля Канделакі
Ілля́ Канделакі́ (груз. ილია კანდელაკი, нар. 26 грудня 1981, Тбілісі) — грузинський футболіст, захисник.

### Кар'єра
На початку кар'єри виступав за тбіліські клуби «35-ПТУ», «Динамо-2», «Тбілісі». З 2000 по 2005 рік виступав за місцеве «Динамо». Влітку 2005 року перейшов в одеський «Чорноморець». В чемпіонаті України дебютував 11 вересня 2005 року в матчі проти київського «Динамо» (0:1). Влітку 2007 року перейшов до німецького клубу «Карл Цейс». Разом зі своїми співвітчизниками Ревазом Барабадзе, Георгі Оніані та Георгі Сетурідзе. В кінці сезону «Карл Цейс» вилетів у Третю Бундеслігу, а Канделакі перейшов в  австрійський «Штурм» Г, де грав під 18 номером. Зіграв у всіх чотирьох переможних матчах у липня 2008 року в кубку Інтертото проти Солігорського «Шахтаря» та мадірського «Гонведа». Після «Штурм» грав у другому раунді кваліфікації Кубку УЄФА проти швейцарського «Цюриха». Перший матч пройшов на виїзді і «Штурм» зіграв в нічию (1:1), а вдома зіграв в основний час (1:1), але за програли пенальті — 2:4.
За підсумками сезону 2008–2009 «Штурм» посів 4 місце в австрійського чемпіонату, що дозволило клубу кваліфікуватися в Лігу Європи. Канделакі провів всі шість матчів у кваліфікації спочатку проти боснійського «Широки Брієг», потім проти чорногорського «Петроваца» та українського «Металіста».

### Кар'єра у збірній
В збірної Грузії грає з 2004 року.

## Досягнення
- Чемпіон Грузії (1): 2003;
- Володар Кубка Грузії (2): 2002/2003, 2003/2004;
- Володар Кубка Співдружності (3): 2004;
- Бронзовий призер чемпіонату України (1): 2005/2006.